# Xylopia discreta
Xylopia discreta é uma espécie de magnólia. Foi descrito pela primeira vez por Friedrich Ludwig Diels .  Xylopia cuspidata pertence ao gênero Xylopia, e à família Annonaceae.

## Morfologia

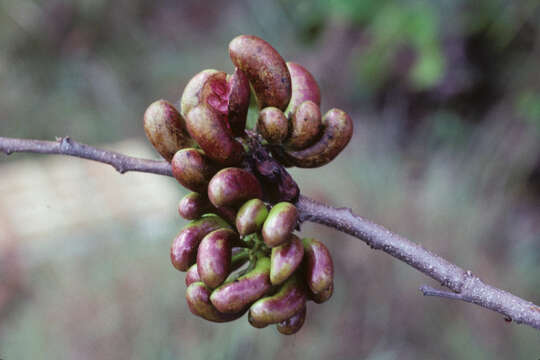
Fruto de Xylopia discreta

A espécie apresenta ramos jovens com indumento densamente seríceo ou tomentoso. As folhas são estreitamente lanceoladas, medindo de 2 a 6 cm de comprimento e 0,6 a 1,1 cm de largura, com ápice acuminado, base cuneada e 12 a 19 pares de nervuras secundárias; a face abaxial é densamente serícea. As inflorescências são axilares, com 1 a 3 flores de pedicelos curtos (1 a 2 mm). Os botões florais e pétalas externas são estreitamente triangulares, com pétalas externas de 7 a 8 mm de comprimento. O fruto possui de 1 a 10 carpelos ovóides ou clavados, com 12 a 14 mm de comprimento, superfície enrugada quando seca e carpídios glabros ou glabrescentes. As sementes têm 5 a 8 mm de comprimento.

## Ocorrência
A espécie é uma planta nativa do Brasil, com ocorrência confirmada nos estados do Norte (Acre, Amazonas e Roraima) e do Nordeste (Maranhão), inserida no domínio fitogeográfico da Amazônia. Habita predominantemente florestas de terra firme, adaptando-se a ambientes não alagáveis característicos dessa região. Apesar de amplamente distribuída, não é considerada endêmica do Brasil.